# Кајар
Кајар (фр. Cailar) насеље је и општина у јужној Француској у региону Лангдок-Русијон, у департману Гар која припада префектури Ним.
По подацима из 2011. године у општини је живело 2347 становника, а густина насељености је износила 78,21 становника/km². Општина се простире на површини од 30,01 km². Налази се на средњој надморској висини од 7 метара (максималној 41 m, а минималној 0 m).

## Демографија
| 1962. | 1968. | 1975. | 1982. | 1990. | 1999. | 2011. |
| ----- | ----- | ----- | ----- | ----- | ----- | ----- |
| 1.109 | 1.158 | 1.222 | 1.412 | 1.929 | 2.311 | 2.347 |

График промене броја становника у току последњих година